# Арістідеш Перейра
Арістідеш Марія Перейра — державний та політичний діяч Кабо-Верде, її перший президент у 1975-1991.

## Життєпис
Народився 17 листопада 1923 року на острові Боавішта. Закінчивши ліцей, переїхав до Гвінеї-Бісау, де до 1960 року працював спочатку радіотелеграфістом, а потім начальником вузлу зв'язку.
З початку 1950-х брав активну участь в національно-визвольному русі Гвінеї-Бісау, був членом нелегальної організації Рух за національну незалежність Гвінеї.
У 1956 разом з Амілкаром Кабралом був одним з ініціаторів створення Африканської партії незалежності, що згодом отримала назву АПНГКВ. Був відповідальним за підготовку збройних загонів молоді ПАІГК.
1961 року емігрував до Конакрі (Гвінея), де був генеральним секретарем координаційного комітету з боротьби народів португальських колоній.
Від 1964 року — заступник генерального секретаря ПАІГК, від 1965 — член Вищої військової ради ПАІГК, від 1966 — відповідальний за Південний фронт.
1970 року Перейра став членом Постійного секретаріату Виконкому боротьби ПАІГК, відповідальним за зовнішні зв'язки партії.
У січні 1973 (після загибелі Кабрала) очолив ПАІГК, у липні 1973 — листопаді 1980 був генеральним секретарем ПАІГК.
У липні 1975 обраний президентом Кабо-Верде.
Від січня 1981 — генеральний секретар Африканської партії незалежності Кабо-Верде.
У 1991 програв перші вільні президентські вибори в Кабо-Верде і залишив посаду глави держави.
Помер 22 вересня 2011.